# Legenden van de Oorlog van de grote scheuring
De Legenden van de Oorlog van de Grote Scheuring is een reeks van boeken die spelen in het tijdsbestek van de Oorlog van de Grote Scheuring. Ieder boek bevat een los avontuur. De Legenden van de Oorlog van de Grote Scheuring zijn geschreven samen met een drietal bekende auteurs.
De samenwerking tussen Raymond E. Feist en de auteurs was vrij los van opzet. De verhaallijn van ieder boek is bedacht door Raymond E. Feist en een van de auteurs. De boeken zelf zijn geschreven door de verschillende auteurs zonder directe bemoeienis van hem zelf.
- De Eervolle Vijand, William Forstchen (2001) (oorspronkelijke titel: Honoured enemy)
- De Drie Huurlingen, Joel Rosenberg (2002) (oorspronkelijke titel: Murder in LaMut)
- Robbie de Hand, S. M. Stirling (2003) (oorspronkelijke titel: Jimmy the Hand)